# Alilamină
Alilamina este un compus organic cu formula chimică C3H5NH2 și este un compus lichid incolor. Derivații acestuia sunt compuși folositori (precum terbinafină, naftifină, etc.)

## Obținere
Aliliamina se obține împreună cu di și trialilamina în urma tratării clorurii de alil cu amoniac, reacție urmată de distilare.
{\displaystyle {\ce {NH3 + Cl-CH2-CH=CH2 -> H2N-CH2-CH=CH2 + HCl}}}
O altă metodă presupune reacția clorurii de alil cu hexametilentetramină. Substanța pură se poate obține în urma reacției de hidroliză a izotiocianatului de alil.

## Proprietăți chimice
Alilamina prezintă proprietățile specifice ale unei amine.